# Tulajhat
Tulajhat (arab. طليحات) – miejscowość w Syrii, w muhafazie Hama. W 2004 roku liczyła 1306 mieszkańców.